# Vertán Endre (ügyvéd)
Szombatsági Vertán Endre (Gyergyószentmiklós, 1813. szeptember 23. – Battonya, 1879. március 26.) ügyvéd, megyei hivatalnok és országgyűlési képviselő.

## Élete
Erdélyi örmény nemesi Vertán /Vártán ('várd	վարդ') családból származik.
Vertán János birtokos fia. A két első gimnaziális osztályt Nagyváradon járta, a többit és a jogot az egyetemen Pesten végezte 1833-ban; az ügyvédi vizsgát szintén Pesten tette le 1837-ben. Azután 1837-től kezdve Bihar megyében Szombatságban lakott és ott a megyei közgyűlésen élénk részt vett és mindig a Szabadelvű Párt érdekében működött. 1848-ban Bihar megye magyarcsékei kerületi szolgabírájának megválasztotta. De a szabadságharc előrehaladásával a bihari szabadcsapatba állott és mint százados a haza ügyét fegyverrel szolgálta. A fegyverletétel után rövid ideig ismét szolgabíró volt, de azután mint szabadelvű ember hivatalából elbocsátották és üldöztetésnek volt kitéve. 1861-ben a magyarcsékei kerület ismét országgyűlési képviselőnek választotta; ott is a Szabadelvű Párt embere, a Határozati Párt híve és különösen a követi utasítások pártolója volt. 1861-ben lakását Szombatságról áttette Kunágotára, 1864-ben szerezte battonyai birtokát.
Az Aradon megjelent Alföldnek buzgó munkatársa volt; az Egyetértésben is többször megjelent cikke.

## Munkái
- A nemzetiségi kérdés Magyarországban. Írta Szombatsági. Pest, 1861
- Politikai kérdések és tanulmányok. Írta Kunágoti. Kiadta Márton Ferencz. Arad, 1862
- A képviseleti és önkormányzati rendszer, vonatkozva hazánkra. Uo. 1865 Online
- A «jövő» nemzetisége: Cikksorozat Kunágotitól. Uo., 1868 (Melléklet az Alföldhez).
- Hagyatékom Etele, Jenő és Csaba fiaimnak. Bpest, 1875 (2. kiadás. Uo., 1884. Előszóval és életrajzzal Györgyösy Rudolftól (Ism. Prot. Egyh. és Isk. Lap 1881. 9. sz.)